# Leptopelis christyi
Leptopelis christyi är en groddjursart som först beskrevs av George Albert Boulenger 1912.  Leptopelis christyi ingår i släktet Leptopelis och familjen Arthroleptidae. IUCN kategoriserar arten globalt som livskraftig. Inga underarter finns listade i Catalogue of Life.